# Gudenauer Weg 134–136
Das Gebäude Gudenauer Weg 134–136 im Bonner Ortsteil Ippendorf ist die ehemalige Aus- und Fortbildungsstätte des Auswärtigen Amtes (1973–2005).

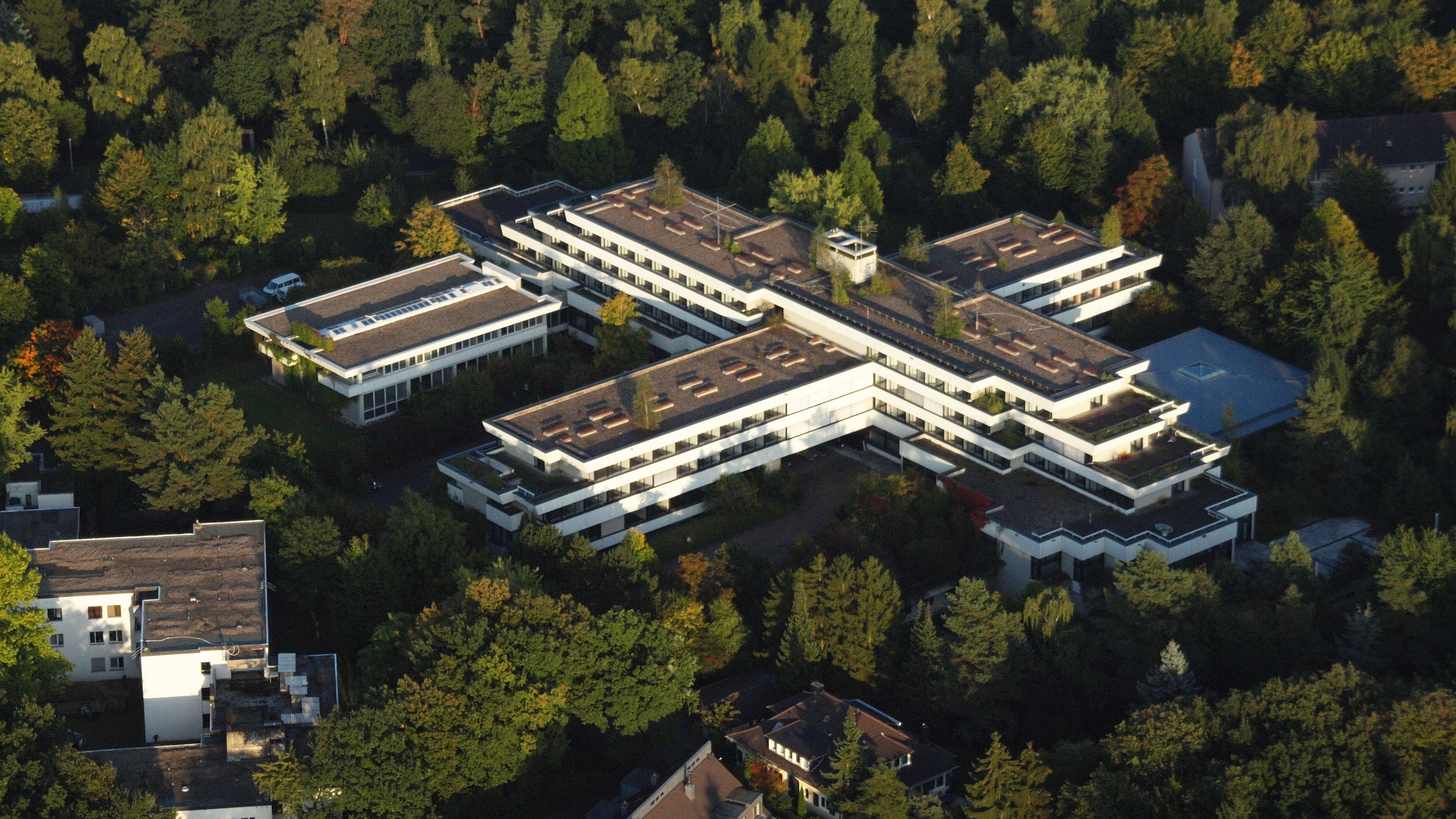
Aus- und Fortbildungsstätte des Auswärtigen Amtes, Luftaufnahme (2013)

## Lage
Der Gebäudekomplex liegt im Süden des Ortsteils Ippendorf in der Gemarkung Kessenich am Rande des Kottenforsts auf etwa 173 m ü. NHN.

## Geschichte
Mit Gründung des Vorläufers des Auswärtigen Amts 1950, der Dienststelle des Bundeskanzleramts für Auswärtige Angelegenheiten, wurde auch eine Diplomatenschule zur Ausbildung der Anwärter für den Auswärtigen Dienst eingerichtet. Sie nahm ihren Sitz zunächst in Speyer, das bereits früher eine solche Einrichtung beheimatete, in einem gemeinsamen Gebäude mit der Hochschule für Verwaltungswissenschaften. Der erste Attachélehrgang begann am 1. April 1950. 1955 wurde die Diplomatenschule an den Regierungssitz Bonn verlegt, wo sie in einer nahe der Villa Ingenohl stehenden „Baracke“ des Auswärtigen Amtes ansässig war.:281
Die neue Aus- und Fortbildungsstätte in Ippendorf entstand nach einem Entwurf des Bonner Architekten Ernst van Dorp in Arbeitsgemeinschaft mit Karl Rudolf Hautz, die aus einem 1966 ausgeschriebenen Wettbewerb siegreich hervorgegangen waren. Das Grundstück stellte in einer späteren Phase die Stadt Bonn bereit. Die Planung des Gebäudes begann 1967, im August 1971 wurde das Richtfest gefeiert und im Dezember 1972 waren die Bauarbeiten beendet. Die Einweihung erfolgte am 7. Juni 1973. Das Gebäude war von Beginn an für eine mögliche Alternativnutzung als Hotel konzipiert.:278 Von 1992 bis 1995 wurde die Aus- und Fortbildungsstätte bei Kosten von sieben Millionen Euro saniert und um einen Erweiterungsbau ergänzt, mit dessen Umsetzung erneut van Dorp beauftragt war. Auch die Gartenanlagen erfuhren eine Überarbeitung.
Im Nachgang zur Verlegung des Regierungssitzes nach Berlin (1999) zog die Aus- und Fortbildungsstätte mit zuletzt 50 Mitarbeitern zum Jahresbeginn 2006 in die Borsig-Villa Reiherwerder in Berlin-Tegel um. Die Liegenschaft in Ippendorf steht seitdem leer, Vorschläge für eine neue Nutzung durch andere Dienststellen des Bundes scheiterten bislang. Anfang 2013 stellte die Bezirksregierung Köln den Gebäudekomplex (ohne die Anbauten aus den Jahren 1992–1995) unter Denkmalschutz, wogegen die Bundesanstalt für Immobilienaufgaben als Eigentümerin erfolgreich Klage einreichte. Nach einem Beschluss im Januar 2016 wurde ein Erweiterungsbau von 1992–1995 bis Mai 2016 als Notunterkunft für bis zu 50 Flüchtlinge hergerichtet, die ab Ende Juni einziehen sollten.

## Architektur

### Beschreibung
Das Ursprungsgebäude aus den Jahren 1968–1972 ist ein Skelettbau aus Stahlbeton und besteht aus vier kreuzartig angeordneten, unterschiedlich langen und breiten sowie terrassenförmig abgestuften Baukörpern, die von einem viergeschossigen Erschließungstrakt aus zugänglich sind. Den oberen Abschluss bildet ein flaches Warmdach mit Kiesauflage. Bestimmendes Fassadenmerkmal sind nach oben abgeschrägte Balkon- und Terrassenbrüstungen sowie in der Horizontale der Wechsel zwischen weiß gebänderten Brüstungsfeldern und dunkel gerahmten Fensterbändern. Das Gebäude umfasst eine Brutto-Grundfläche von 42.000 m².:281 Die Dachterrassen sind begrünt. Das Erdgeschoss nimmt die ehemaligen Gesellschafts- und Unterrichtsräume auf und die Obergeschosse insgesamt 206 Apartments (davon 23 Doppelzimmer). Bei den 1992–95 hinzugekommenen Gebäuden handelt es sich um die Erweiterungsbauten Nord und Süd sowie ein Pförtnerhaus.:278
Der Verbindungstrakt zwischen dem Alt- und dem Erweiterungsbau ist mit Glaskunstwerken von Johannes Schreiter ausgestattet. Die Gartenanlagen sind seit der Erweiterung nach dem Vorbild japanischer Gärten gestaltet.

### Architekturgeschichtliche Einordnung
Die Diplomatenschule nimmt Bezug auf zwei Motive und Formen, die auf die 1920er-Jahre zurückgehen und in den 1960er-Jahren fortgesetzt bzw. wiederaufgenommen wurden: das „Dampfermotiv“ und den Kreuzgrundriss. Ersteres kommt außer der weißen Farbe in der horizontalen Ausrichtung der einzelnen Baukörper, die aufgrund der Bänderung der Brüstungen – alternierend mit den Fensterbändern – der Form eines Ozeandampfers ähneln, in den an ein Deck erinnernden gestaffelten und abgestuften Außenterrassen sowie in bugartig auskragenden Balkonen auf der Stirnseite zum Ausdruck. Das Dampfermotiv kann – passend zur Funktion einer Diplomatenschule – sowohl den Charakter einer geschlossenen Gemeinschaft und eines Zusammenlebens für eine begrenzte Zeit als auch der anschließenden (Ab)Reise vermitteln.:283 Der Kreuzgrundriss, der insbesondere mit dem Plan Voisin (1925) von Le Corbusier identifiziert wird, findet eine bauzeitliche Entsprechung in den für Bundesministerien in Bonn errichteten Kreuzbauten (1969–1975).:284

„Ernst van Dorp ist es durch ihre symbiotische Verbindung gelungen, die zu bewältigenden Bauvolumina in eine Maßstäblichkeit zu bringen, die den großen Komplex mit all seinen Funktionen landschaftsverträglich einbindet. Dabei vermeidet er Monotonie und gestaltet die Bauaufgabe künstlerisch und im Erscheinungsbild überfunktional.“